# Festival di Sanremo 2020
Il settantesimo Festival di Sanremo si è svolto al teatro Ariston di Sanremo dal 4 all'8 febbraio 2020 con la conduzione di Amadeus, il quale è stato anche il direttore artistico; nel corso delle serate è stato affiancato da Fiorello (tranne nella terza serata) e da nove co-conduttrici: Rula Jebreal e Diletta Leotta nella prima serata, Laura Chimenti, Emma D'Aquino e Sabrina Salerno nella seconda, Georgina Rodríguez e Alketa Vejsiu nella terza, Antonella Clerici e Francesca Sofia Novello nella quarta, e le già citate Diletta Leotta, Francesca Sofia Novello e Sabrina Salerno nella serata finale. Tiziano Ferro è stato ospite fisso della manifestazione riproponendo, sera dopo sera, alcuni dei brani più famosi del suo repertorio insieme ad altri che hanno fatto la storia della kermesse sanremese.
La direzione musicale è stata affidata per la seconda volta a Leonardo de Amicis, il quale ha anche diretto l'orchestra. La regia è stata affidata a Stefano Vicario, la scenografia è stata disegnata da Gaetano Castelli e le coreografie sono state curate da Daniel Ezralow.
Vi hanno partecipato 32 artisti con altrettanti brani suddivisi in due sezioni: Campioni (composta da 24 cantanti noti) e Nuove proposte (composta da 8 giovani cantanti emergenti).
L'edizione è stata vinta da Diodato con il brano Fai rumore per la sezione Campioni e da Leo Gassmann con il brano Vai bene così per la sezione Nuove proposte. Fai rumore ha ottenuto anche il Premio della Critica "Mia Martini" per la sezione Campioni, mentre per la sezione Nuove proposte il medesimo riconoscimento è andato alla canzone Tsunami degli Eugenio in Via Di Gioia.
La media degli ascolti è pari a 10114000 spettatori ma, se si parla di share, con una media del 54,78%, l'edizione 2020 risulterebbe essere la più vista dal 1999.

## Conduzione
Già nei mesi successivi al Festival di Sanremo 2019, alcune testate riportavano indiscrezioni secondo cui la conduzione del Festival non sarebbe stata affidata per il terzo anno di seguito a Claudio Baglioni, quanto piuttosto al conduttore televisivo Amadeus. Il 2 agosto 2019 la Rai ha confermato il presentatore alla conduzione della kermesse. Lo stesso giorno, il comico Fiorello ha annunciato che avrebbe affiancato Amadeus in qualità di co-conduttore.
Il 14 gennaio 2020, in occasione della consueta conferenza stampa di presentazione del Festival, è stata annunciata la presenza di altre undici co-conduttrici: le giornaliste Rula Jebreal, Laura Chimenti e Emma D'Aquino, le conduttrici Diletta Leotta, Alketa Vejsiu, Antonella Clerici e Mara Venier, la cantante e showgirl Sabrina Salerno, le modelle Georgina Rodríguez e Francesca Sofia Novello e l'attrice Monica Bellucci; quest'ultima ha in seguito comunicato che non avrebbe preso parte alla kermesse "per cause maggiori".

## Direzione artistica e autori
Il 2 agosto 2019, la Rai ha diffuso la notizia che Amadeus avrebbe svolto anche il ruolo di direttore artistico del Festival. La direzione musicale invece è stata affidata al direttore d'orchestra Leonardo de Amicis, il quale è tornato a ricoprire tale ruolo dopo 16 anni. Il presentatore ha presieduto la Commissione Musicale composta da Gianmarco Mazzi, Lucio Presta, Claudio Fasulo, Massimo Martelli e Leonardo de Amicis, la quale ha avuto il compito di selezionare i brani delle Nuove proposte.
Gli autori sono Paolo Biamonte, Barbara Cappi, Martino Clericetti, Ludovico Gullifa, Massimo Martelli, Max Novaresi, Pasquale Romano, Sergio Rubino e Ivana Sabatini.

## Partecipanti

### SezioneCampioni
Le canzoni sono state scelte e/o gli artisti sono stati invitati dal direttore artistico Amadeus.
ll 31 dicembre 2019 il presentatore ha reso noti i nomi dei 22 degli artisti in gara nella sezione Campioni tramite un'intervista per il quotidiano La Repubblica. Il 6 gennaio 2020, nel corso del programma televisivo Soliti ignoti - Il ritorno - Speciale Lotteria Italia, il conduttore ha formalmente presentato il cast della sezione Campioni; oltre a confermare i 22 artisti già noti, Amadeus ha annunciato anche i nomi di Rita Pavone e Tosca, portando così il numero dei concorrenti in gara a 24. Inoltre, durante il programma tv sono stati annunciati anche i titoli delle 24 canzoni in gara.
| Interprete                | Ultime partecipazioni al Festival              |
| ------------------------- | ---------------------------------------------- |
| Achille Lauro             | 2019                                           |
| Alberto Urso              | Esordiente                                     |
| Anastasio                 | Esordiente                                     |
| Bugo e Morgan             | Esordiente e 2016 (come membro dei Bluvertigo) |
| Diodato                   | 2018                                           |
| Elettra Lamborghini       | Esordiente                                     |
| Elodie                    | 2017                                           |
| Enrico Nigiotti           | 2019                                           |
| Francesco Gabbani         | 2017                                           |
| Giordana Angi             | 2012 (nella sezione Sanremosocial)             |
| Irene Grandi              | 2015                                           |
| Junior Cally              | Esordiente                                     |
| Levante                   | Esordiente                                     |
| Le Vibrazioni             | 2018                                           |
| Marco Masini              | 2017                                           |
| Michele Zarrillo          | 2017                                           |
| Paolo Jannacci            | Esordiente                                     |
| Piero Pelù                | Esordiente                                     |
| Pinguini Tattici Nucleari | Esordienti                                     |
| Rancore                   | Esordiente                                     |
| Raphael Gualazzi          | 2014                                           |
| Riki                      | Esordiente                                     |
| Rita Pavone               | 1972                                           |
| Tosca                     | 2007                                           |

### SezioneNuove proposte
5 delle 8 Nuove proposte sono state scelte attraverso Sanremo Giovani 2019, un'apposita selezione suddivisa in diverse fasi. Nella prima i candidati hanno dovuto proporre i loro brani attraverso le rispettive case/etichette discografiche, i quali sono stati ascoltati e valutati dalla Commissione Musicale. Complessivamente, le richieste di partecipazione sono state 842. Per la seconda fase, la commissione ha selezionato 65 candidati (al fronte dei 60 previsti) e li ha convocati per un'audizione dal vivo a porte chiuse tenutasi a Roma il 3 novembre. In seguito, la commissione ha reso noti i nomi dei 20 artisti che hanno avuto accesso alle "semifinali", le quali si sono svolte il 16, 23 e 30 novembre e il 7 dicembre in diretta televisiva all'interno di ItaliaSì!, trasmissione di Rai1 condotta da Marco Liorni. I 10 artisti finalisti hanno quindi preso parte al programma Sanremo Giovani 2019, il quale si è svolto a Sanremo il 19 dicembre. Al termine della serata sono risultati vincitori gli Eugenio in Via di Gioia, Fadi, Fasma, Leo Gassmann e Marco Sentieri.
2 delle 8 Nuove proposte provengono dal concorso parallelo Area Sanremo. La Commissione artistica, coordinata dal direttore artistico Massimo Cotto, presieduta da Vittorio De Scalzi e composta da Andy, Teresa De Sio, Petra Magoni e Gianni Testa, ha esaminato 719 canzoni proposte dagli 850 iscritti dal 18 al 20 ottobre e dal 25 al 27 ottobre 2019. Il 28 ottobre sono stati resi noti i nomi dei 65 finalisti, i quali si sono nuovamente esibiti di fronte alla commissione l'8 e il 9 novembre. Al termine dell'audizione sono stati annunciati gli 8 vincitori, ovvero Jaqueline Branciforte, Matteo Faustini, Gabriella Martinelli e Lula, Alessia JJ Gerardi, Alex Leo, Camilla Magli, Messya e Arianna Manca. I due artisti selezionati, ovvero Matteo Faustini e Gabriella Martinelli e Lula, sono stati scelti dalla Commissione Rai ed io loro nomi sono resi noti il 19 dicembre nel corso della diretta di Sanremo Giovani 2019.
Infine, Tecla Insolia, l'artista vincitrice della seconda edizione di Sanremo Young, ha potuto prendere parte di diritto alla gara della sezione Nuove proposte.
| Interprete                  | Ultime partecipazioni al Festival |
| --------------------------- | --------------------------------- |
| Eugenio in Via Di Gioia     | Esordienti                        |
| Fadi                        | Esordiente                        |
| Fasma                       | Esordiente                        |
| Gabriella Martinelli e Lula | Esordienti                        |
| Leo Gassmann                | Esordiente                        |
| Marco Sentieri              | Esordiente                        |
| Matteo Faustini             | Esordiente                        |
| Tecla                       | Esordiente                        |

## Classifica finale

### SezioneCampioni
| Posizione    | Interprete                | Brano                        | Autori                                                                 |
| ------------ | ------------------------- | ---------------------------- | ---------------------------------------------------------------------- |
| 1º           | Diodato                   | Fai rumore                   | Diodato, E. Roberts                                                    |
| 2º           | Francesco Gabbani         | Viceversa                    | F. Gabbani, Pacifico                                                   |
| 3º           | Pinguini Tattici Nucleari | Ringo Starr                  | R. Zanotti                                                             |
| 4º           | Le Vibrazioni             | Dov'è                        | R. Casalino, D. Simonetta, F. Sarcina                                  |
| 5º           | Piero Pelù                | Gigante                      | P. Pelù, L. Chiaravalli                                                |
| 6º           | Tosca                     | Ho amato tutto               | P. Cantarelli                                                          |
| 7º           | Elodie                    | Andromeda                    | Mahmood, Dardust                                                       |
| 8º           | Achille Lauro             | Me ne frego                  | A. Lauro, D. Petrella, D. Dezi, D. Mungai, M. Ciceroni, E. Manozzi     |
| 9º           | Irene Grandi              | Finalmente io                | V. Rossi, R. Casini, A. Righi, G. Curreri                              |
| 10º          | Rancore                   | Eden                         | Rancore, Dardust                                                       |
| 11º          | Raphael Gualazzi          | Carioca                      | R. Gualazzi, D. Petrella, D. Pavanello                                 |
| 12º          | Levante                   | Tikibombom                   | Levante                                                                |
| 13º          | Anastasio                 | Rosso di rabbia              | Anastasio, L. Serventi, M. Azara, S. Tartaglini                        |
| 14º          | Alberto Urso              | Il sole ad est               | P. Romitelli, G. Pulli                                                 |
| 15º          | Marco Masini              | Il confronto                 | M. Masini, F. Camba, D. Coro                                           |
| 16º          | Paolo Jannacci            | Voglio parlarti adesso       | A. Bonomo, P. Jannacci, E. Bassi, M. Bassi                             |
| 17º          | Rita Pavone               | Niente (Resilienza 74)       | G. Merk                                                                |
| 18º          | Michele Zarrillo          | Nell'estasi o nel fango      | V. Parisse, M. Zarrillo                                                |
| 19º          | Enrico Nigiotti           | Baciami adesso               | E. Nigiotti                                                            |
| 20º          | Giordana Angi             | Come mia madre               | G. Angi, M. Finotti                                                    |
| 21º          | Elettra Lamborghini       | Musica (e il resto scompare) | D. Petrella, M. Canova Iorfida                                         |
| 22º          | Junior Cally              | No grazie                    | J. Cally, J. Ettorre, F. Mercuri, G. Cremona, E. Maimone, L. Grillotti |
| 23º          | Riki                      | Lo sappiamo entrambi         | Riki, R. Scirè                                                         |
| Squalificati | Bugo e Morgan             | Sincero                      | Bugo, Morgan, A. Bonomo, S. Bertolotti                                 |

### SezioneNuove proposte
| Posizione | Interprete                  | Brano                | Autori                                                      |
| --------- | --------------------------- | -------------------- | ----------------------------------------------------------- |
| 1º        | Leo Gassmann                | Vai bene così        | L. Gassmann, M. Costanzo                                    |
| 2º        | Tecla                       | 8 marzo              | P. Romitelli, R. Di Benedetto, E. Munda, R. Canale, M. Vito |
| F         | Fasma                       | Per sentirmi vivo    | Fasma, L. Zammarano                                         |
| F         | Marco Sentieri              | Billy Blu            | G. Artegiani                                                |
| NF (E2)   | Gabriella Martinelli e Lula | Il gigante d'acciaio | G. Martinelli, Lula, P. Mazziotti                           |
| NF (E2)   | Matteo Faustini             | Nel bene e nel male  | M. Faustini, M. Rettani                                     |
| NF (E1)   | Eugenio in Via Di Gioia     | Tsunami              | E. Cesaro, L. Federici, E. Via, P. Di Gioia, Dardust        |
| NF (E1)   | Fadi                        | Due noi              | Fadi, A. Filippelli                                         |

## Regolamento e serate
Nel corso di cinque serate, attraverso i quattro sistemi di votazione, ovvero televoto, Giuria demoscopica, Giuria della Sala Stampa e Orchestra del Festival, si è arrivati alla proclamazione della canzone vincitrice nella sezione Campioni. A differenza delle due edizioni passate dirette da Claudio Baglioni, i voti della finale a tre dei Campioni non vengono più cumulati a quelli precedenti.
La gara delle Nuove proposte è tornata a essere concepita come un torneo di scontri uno contro uno a eliminazione diretta, come era già accaduto nel 2015. Tuttavia, le due semifinali, previste inizialmente per la terza serata, si sono tenute il venerdì. Attraverso il televoto, la Giuria demoscopica e la Giuria della Sala Stampa si è arrivati alla proclamazione della canzone vincitrice nella sezione Nuove proposte. Come per la sezione principale, anche i voti ottenuti dalle Nuove proposte nel corso delle serate non sono più accorpati.

### Prima serata
All'inizio della prima serata si sono svolti i primi due quarti di finale delle Nuove proposte fra 4 artisti della suddetta sezione. Le canzoni sono state votate dalla Giuria demoscopica. I due artisti più votati hanno avuto accesso alla quarta serata.
Di seguito, si sono esibiti 12 dei 24 Campioni in gara, le cui canzoni sono state votate dalla Giuria demoscopica. Al termine della serata è stata resa nota la graduatoria della serata.

#### Nuove proposte- Quarti di finale
- Ammesso alle semifinali
- Eliminato

Sfida I
| Ordine di uscita | Artista                 | Brano   | Giuria demoscopica | Giuria demoscopica |
| Ordine di uscita | Artista                 | Brano   | %                  | Posizione          |
| ---------------- | ----------------------- | ------- | ------------------ | ------------------ |
| 1                | Eugenio in Via Di Gioia | Tsunami | 49,4%              | 2º posto           |
| 2                | Tecla                   | 8 marzo | 50,6%              | 1º posto           |

Sfida II
| Ordine di uscita | Artista      | Brano         | Giuria demoscopica | Giuria demoscopica |
| Ordine di uscita | Artista      | Brano         | %                  | Posizione          |
| ---------------- | ------------ | ------------- | ------------------ | ------------------ |
| 1                | Fadi         | Due noi       | 46,0%              | 2º posto           |
| 2                | Leo Gassmann | Vai bene così | 54,0%              | 1º posto           |

#### Campioni
| Ordine di uscita | Artista          | Brano                  | Voti prima serata  | Voti prima serata   |
| Ordine di uscita | Artista          | Brano                  | Giuria demoscopica | Classifica generale |
| ---------------- | ---------------- | ---------------------- | ------------------ | ------------------- |
| 1                | Irene Grandi     | Finalmente io          | 4º posto           | 7º posto            |
| 2                | Marco Masini     | Il confronto           | 5º posto           | 11º posto           |
| 3                | Rita Pavone      | Niente (Resilienza 74) | 10º posto          | 19º posto           |
| 4                | Achille Lauro    | Me ne frego            | 9º posto           | 17º posto           |
| 5                | Diodato          | Fai rumore             | 3º posto           | 6º posto            |
| 6                | Le Vibrazioni    | Dov'è                  | 1º posto           | 2º posto            |
| 7                | Anastasio        | Rosso di rabbia        | 8º posto           | 15º posto           |
| 8                | Elodie           | Andromeda              | 2º posto           | 5º posto            |
| 9                | Bugo e Morgan    | Sincero                | 12º posto          | 23º posto           |
| 10               | Alberto Urso     | Il sole ad est         | 6º posto           | 12º posto           |
| 11               | Riki             | Lo sappiamo entrambi   | 11º posto          | 20º posto           |
| 12               | Raphael Gualazzi | Carioca                | 7º posto           | 14º posto           |

Co-conduttrici
- Diletta Leotta
- Rula Jebreal

Ospiti
- Fiorello[44]
- Tiziano Ferro: Nel blu dipinto di blu,[45] Almeno tu nell'universo,[46] Accetto miracoli[47]
- Cristiano Malgioglio (dalla platea)
- Romina Jr. Carrisi Power[48]
- Al Bano e Romina Power: Nostalgia canaglia, La siepe, Ci sarà, Felicità, Raccogli l'attimo[48][49]
- Pierfrancesco Favino, Kim Rossi Stuart, Claudio Santamaria, Micaela Ramazzotti, Emma, Alma Noce, Francesco Centorame, Andrea Pittorino, Riccardo Morozzi (cast del film Gli anni più belli): E tu come stai?[39]
- Gabriele Muccino[39]
- Emma - Stupida allegria, medley Non è l'inferno / Arriverà / Amami / Fortuna[50]
- Antonio Maggio e Gessica Notaro: La faccia e il cuore[51]

Altre esibizioni
- Diletta Leotta: sketch del collegamento a bordo campo,[42] monologo sulla bellezza[52]
- Rula Jebreal: monologo sul femminicidio[53]

### Seconda serata
All'inizio della seconda serata si sono svolti gli altri due quarti di finale delle Nuove proposte fra i restanti 4 artisti della suddetta sezione. Le canzoni sono state votate dalla Giuria demoscopica. I due artisti più votati hanno avuto accesso alla quarta serata.
Di seguito, si sono esibiti i restanti 12 Campioni in gara, le canzoni sono state votate dalla Giuria demoscopica. Al termine della serata è stata resa nota la graduatoria della serata. Inoltre, è stata stilata e mostrata una classifica congiunta di tutti i 24 artisti, risultante dalle percentuali di voto da questi ottenuti nel corso della prima serata (i primi 12) e di quelle ottenute nel corso della seconda serata (i secondi 12).

#### Nuove proposte- Quarti di finale
- Ammesso alle semifinali
- Eliminato

Sfida III
| Ordine di uscita | Artista                     | Brano                | Giuria demoscopica | Giuria demoscopica |
| Ordine di uscita | Artista                     | Brano                | %                  | Posizione          |
| ---------------- | --------------------------- | -------------------- | ------------------ | ------------------ |
| 1                | Gabriella Martinelli e Lula | Il gigante d'acciaio | 49,0%              | 2º posto           |
| 2                | Fasma                       | Per sentirmi vivo    | 51,0%              | 1º posto           |

Sfida IV
| Ordine di uscita | Artista         | Brano               | Giuria demoscopica | Giuria demoscopica |
| Ordine di uscita | Artista         | Brano               | %                  | Posizione          |
| ---------------- | --------------- | ------------------- | ------------------ | ------------------ |
| 1                | Marco Sentieri  | Billy Blu           | 52,0%              | 1º posto           |
| 2                | Matteo Faustini | Nel bene e nel male | 48,0%              | 2º posto           |

#### Campioni
| Ordine di uscita | Artista                   | Brano                        | Voti seconda serata | Voti seconda serata |
| Ordine di uscita | Artista                   | Brano                        | Giuria demoscopica  | Classifica generale |
| ---------------- | ------------------------- | ---------------------------- | ------------------- | ------------------- |
| 1                | Piero Pelù                | Gigante                      | 2º posto            | 3º posto            |
| 2                | Elettra Lamborghini       | Musica (e il resto scompare) | 10º posto           | 21º posto           |
| 3                | Enrico Nigiotti           | Baciami adesso               | 9º posto            | 18º posto           |
| 4                | Levante                   | Tikibombom                   | 6º posto            | 10º posto           |
| 5                | Pinguini Tattici Nucleari | Ringo Starr                  | 3º posto            | 4º posto            |
| 6                | Tosca                     | Ho amato tutto               | 4º posto            | 8º posto            |
| 7                | Francesco Gabbani         | Viceversa                    | 1º posto            | 1º posto            |
| 8                | Paolo Jannacci            | Voglio parlarti adesso       | 8º posto            | 16º posto           |
| 9                | Rancore                   | Eden                         | 11º posto           | 22º posto           |
| 10               | Junior Cally              | No grazie                    | 12º posto           | 24º posto           |
| 11               | Giordana Angi             | Come mia madre               | 7º posto            | 13º posto           |
| 12               | Michele Zarrillo          | Nell'estasi o nel fango      | 5º posto            | 9º posto            |

Co-conduttrici
- Laura Chimenti
- Emma D'Aquino
- Sabrina Salerno

Ospiti
- Fiorello: Imitazione di Maria De Filippi,[60] La classica canzone di Sanremo (inedito eseguito con il coro dell'Ariston)[58]
- Carlotta Mantovan, per commemorare il marito Fabrizio Frizzi[61]
- Nicola Savino
- Novak Đoković: Terra Promessa
- Tiziano Ferro: Perdere l'amore (con Massimo Ranieri), medley di Sere nere / Il regalo più grande / La fine[54]
- Paolo Palumbo: Io sono Paolo (con Kumalibre e Andrea Cutri)[62]
- Ricchi e Poveri: L'ultimo amore (versione 2020), La prima cosa bella, Che sarà (eseguita interamente e con Fiorello), Sarà perché ti amo, Mamma Maria[63][64]
- Zucchero Fornaciari: Spirito nel buio, La canzone che se ne va, Solo una sana e consapevole libidine salva il giovane dallo stress e dall'Azione Cattolica[65][66]
- Roberto Poluzzi, abbonato Rai dal 1954 (dalla platea)[67]
- Gigi D'Alessio: Non dirgli mai[68]
- Massimo Ranieri: Perdere l'amore (con Tiziano Ferro),[54] Mia ragione[59]

Altre esibizioni
- Emma D'Aquino: monologo sulla libertà di stampa[69]
- Laura Chimenti: lettura di una lettera alle figlie[70]

### Terza serata
Nel corso della terza serata si è svolto il Torneo delle cover, intitolato Sanremo 70. I 24 Campioni in gara hanno reinterpretato canzoni edite appartenenti al repertorio della storia del Festival con la possibilità di essere accompagnati o meno da artisti ospiti italiani e/o stranieri. Le canzoni sono state votate dall'Orchestra del Festival, i cui voti hanno generato la graduatoria della serata. La canzone più votata è stata proclamata vincitrice del Torneo delle cover. Inoltre, la media tra le percentuali di voto della graduatoria della serata e quelle delle graduatorie delle serate precedenti ha generato una nuova classifica provvisoria dei Campioni, la quale però non è stata resa nota.

#### Campioni - Sanremo 70
- Vincitori

| Ordine di uscita | Artista                   | Ospite                                 | Brano (Artista/i originale/i - Anno)                                       | Voti terza serata | Classifica generale |
| Ordine di uscita | Artista                   | Ospite                                 | Brano (Artista/i originale/i - Anno)                                       | Orchestra         | Classifica generale |
| ---------------- | ------------------------- | -------------------------------------- | -------------------------------------------------------------------------- | ----------------- | ------------------- |
| 1                | Michele Zarrillo          | Fausto Leali                           | Deborah (Fausto Leali - 1968)                                              | 15º posto         | 10º posto           |
| 2                | Junior Cally              | Viito                                  | Vado al massimo (Vasco Rossi - 1982)                                       | 21º posto         | 23º posto           |
| 3                | Marco Masini              | Arisa                                  | Vacanze romane (Matia Bazar - 1983)                                        | 10º posto         | 8º posto            |
| 4                | Riki                      | Ana Mena                               | L'edera (Nilla Pizzi - 1958)                                               | 22º posto         | 21º posto           |
| 5                | Raphael Gualazzi          | Simona Molinari                        | E se domani (Fausto Cigliano e Gene Pitney - 1964)                         | 11º posto         | 14º posto           |
| 6                | Anastasio                 | Premiata Forneria Marconi              | Spalle al muro (Renato Zero - 1991)                                        | 4º posto          | 12º posto           |
| 7                | Levante                   | Francesca Michielin e Maria Antonietta | Si può dare di più (Umberto Tozzi, Gianni Morandi & Enrico Ruggeri - 1987) | 17º posto         | 11º posto           |
| 8                | Alberto Urso              | Ornella Vanoni                         | La voce del silenzio (Tony Del Monaco e Dionne Warwick - 1968)             | 20º posto         | 13º posto           |
| 9                | Elodie                    | Aeham Ahmad                            | Adesso tu (Eros Ramazzotti - 1986)                                         | 19º posto         | 7º posto            |
| 10               | Rancore                   | Dardust e La Rappresentante di Lista   | Luce (tramonti a nord est) (Elisa - 2001)                                  | 8º posto          | 20º posto           |
| 11               | Pinguini Tattici Nucleari | –                                      | Settanta volte (Medley)                                                    | 3º posto          | 5º posto            |
| 12               | Enrico Nigiotti           | Simone Cristicchi                      | Ti regalerò una rosa (Simone Cristicchi - 2007)                            | 12º posto         | 16º posto           |
| 13               | Giordana Angi             | Solis String Quartet                   | La nevicata del '56 (Mia Martini - 1990)                                   | 18º posto         | 17º posto           |
| 14               | Le Vibrazioni             | Canova                                 | Un'emozione da poco (Anna Oxa - 1978)                                      | 6º posto          | 2º posto            |
| 15               | Diodato                   | Nina Zilli                             | 24 mila baci (Adriano Celentano - 1961)                                    | 5º posto          | 6º posto            |
| 16               | Tosca                     | Sílvia Pérez Cruz                      | Piazza Grande (Lucio Dalla - 1972)                                         | 1º posto          | 4º posto            |
| 17               | Rita Pavone               | Amedeo Minghi                          | 1950 (Amedeo Minghi - 1983)                                                | 13º posto         | 19º posto           |
| 18               | Achille Lauro             | Annalisa                               | Gli uomini non cambiano (Mia Martini - 1992)                               | 16º posto         | 18º posto           |
| 19               | Bugo e Morgan             | –                                      | Canzone per te (Sergio Endrigo - 1968)                                     | 24º posto         | 24º posto           |
| 20               | Irene Grandi              | Bobo Rondelli                          | La musica è finita (Ornella Vanoni - 1967)                                 | 14º posto         | 9º posto            |
| 21               | Piero Pelù                | Duetto virtuale con Little Tony        | Cuore matto (Little Tony - 1967)                                           | 2º posto          | 3º posto            |
| 22               | Paolo Jannacci            | Francesco Mandelli e Daniele Moretto   | Se me lo dicevi prima (Enzo Jannacci - 1989)                               | 7º posto          | 15º posto           |
| 23               | Elettra Lamborghini       | Myss Keta                              | Non succederà più (Claudia Mori - 1982)                                    | 23º posto         | 22º posto           |
| 24               | Francesco Gabbani         | –                                      | L'italiano (Toto Cutugno - 1983)                                           | 8º posto          | 1º posto            |

Co-conduttrici
- Georgina Rodríguez
- Alketa Vejsiu

Ospiti
- Alessandra Amoroso, Elisa, Emma, Giorgia, Fiorella Mannoia, Gianna Nannini e Laura Pausini per la promozione del concerto Una. Nessuna. Centomila. contro la violenza sulle donne[75]
- Cristiano Ronaldo (dalla platea)
- Lewis Capaldi: Before You Go, Someone You Loved[76]
- Roberto Benigni: esegesi del Cantico dei cantici[77][78]
- Margherita Mazzucco e Gaia Girace, protagoniste de L'amica geniale - Storia del nuovo cognome[79]
- Mika: medley Dear Jealousy / Happy Ending, Amore che vieni, amore che vai[80]
- Tiziano Ferro: In mezzo a questo inverno, Amici per errore[72]
- Bobby Solo: Una lacrima sul viso (con Alketa Vejsiu)[81]

Altre esibizioni
- Alketa Vejsiu: monologo di ringraziamento all'Italia[81][82]

### Quarta serata
All'inizio della quarta serata è stata resa nota la classifica provvisoria dei Campioni delle prime tre serate. Di seguito, si sono svolte le due semifinali delle Nuove proposte fra i 4 artisti rimasti in gara nella suddetta sezione. Le canzoni sono state votate dal pubblico a casa tramite il televoto, dalla Giuria demoscopica e dalla Giuria della Sala Stampa. I tre distinti risultati percentualizzati hanno pesato rispettivamente per il 34%, 33% e 33% nella realizzazione della graduatoria combinata. Le due canzoni più votate hanno avuto accesso alla finale, la quale si è tenuta poco dopo ed è stata sottoposta al medesimo sistema di votazione. La canzone più votata è stata proclamata vincitrice della sezione Nuove proposte. Infine, sono stati assegnati il Premio della Critica "Mia Martini" e il Premio della Sala Stampa Radio-TV-Web "Lucio Dalla" per la sezione Nuove proposte.
Inoltre, si sono esibiti tutti i 24 Campioni in gara. Le canzoni sono state votate dalla Giuria della Sala Stampa, i cui voti hanno generato la classifica della serata resa nota al termine della puntata. Inoltre, la media tra le percentuali di voto della graduatoria della serata e quelle delle graduatorie delle serate precedenti ha generato una nuova classifica provvisoria dei Campioni, la quale però non è stata resa nota.
Durante l'esibizione, Bugo ha abbandonato immediatamente il palco impedendo così all'esibizione di proseguire. Non essendo entrambi rientrati sul palco, sono stati squalificati per defezione come indicato dal regolamento.

#### Nuove proposte- Semifinali
- Ammesso alla finale
- Eliminato

Sfida I
| Ordine di uscita | Artista        | Brano     | Televoto (34%) | Televoto (34%) | Giuria demoscopica (33%) | Giuria demoscopica (33%) | Sala Stampa (33%) | Sala Stampa (33%) | Media totale | Media totale |
| Ordine di uscita | Artista        | Brano     | %              | Posizione      | %                        | Posizione                | %                 | Posizione         | %            | Posizione    |
| ---------------- | -------------- | --------- | -------------- | -------------- | ------------------------ | ------------------------ | ----------------- | ----------------- | ------------ | ------------ |
| 2                | Tecla          | 8 marzo   | 65,59%         | 1º posto       | 50,03%                   | 1º posto                 | 50,97%            | 1º posto          | 55,63%       | 1º posto     |
| 1                | Marco Sentieri | Billy Blu | 34,41%         | 2º posto       | 49,97%                   | 2º posto                 | 49,03%            | 2º posto          | 44,37%       | 2º posto     |

Sfida II
| Ordine di uscita | Artista      | Brano             | Televoto (34%) | Televoto (34%) | Giuria demoscopica (33%) | Giuria demoscopica (33%) | Sala Stampa (33%) | Sala Stampa (33%) | Media totale | Media totale |
| Ordine di uscita | Artista      | Brano             | %              | Posizione      | %                        | Posizione                | %                 | Posizione         | %            | Posizione    |
| ---------------- | ------------ | ----------------- | -------------- | -------------- | ------------------------ | ------------------------ | ----------------- | ----------------- | ------------ | ------------ |
| 1                | Leo Gassmann | Vai bene così     | 46,84%         | 2º posto       | 51,68%                   | 1º posto                 | 52,03%            | 1º posto          | 50,15%       | 1º posto     |
| 2                | Fasma        | Per sentirmi vivo | 53,16%         | 1º posto       | 48,32%                   | 2º posto                 | 47,97%            | 2º posto          | 49,85%       | 2º posto     |

#### Nuove proposte- Finale
Vincitore
     Secondo classificato
| Ordine di uscita | Artista      | Brano         | Televoto (34%) | Televoto (34%) | Giuria demoscopica (33%) | Giuria demoscopica (33%) | Sala Stampa (33%) | Sala Stampa (33%) | Totale | Totale            |
| Ordine di uscita | Artista      | Brano         | %              | Posizione      | %                        | Posizione                | %                 | Posizione         | %      | Classifica finale |
| ---------------- | ------------ | ------------- | -------------- | -------------- | ------------------------ | ------------------------ | ----------------- | ----------------- | ------ | ----------------- |
| 1                | Tecla        | 8 marzo       | 49,76%         | 2º posto       | 49,25%                   | 2º posto                 | 43,57%            | 2º posto          | 47,55% | 2º posto          |
| 2                | Leo Gassmann | Vai bene così | 50,24%         | 1º posto       | 50,75%                   | 1º posto                 | 56,43%            | 1º posto          | 52,45% | 1º posto          |

#### Campioni
Squalificati
| Ordine di uscita | Artista                   | Brano                        | Voti quarta serata | Classifica generale |
| Ordine di uscita | Artista                   | Brano                        | Sala Stampa        | Classifica generale |
| ---------------- | ------------------------- | ---------------------------- | ------------------ | ------------------- |
| 1                | Paolo Jannacci            | Voglio parlarti adesso       | 13º posto          | 14º posto           |
| 2                | Rancore                   | Eden                         | 7º posto           | 9º posto            |
| 3                | Giordana Angi             | Come mia madre               | 19º posto          | 19º posto           |
| 4                | Francesco Gabbani         | Viceversa                    | 2º posto           | 2º posto            |
| 5                | Raphael Gualazzi          | Carioca                      | 12º posto          | 12º posto           |
| 6                | Pinguini Tattici Nucleari | Ringo Starr                  | 3º posto           | 4º posto            |
| 7                | Anastasio                 | Rosso di rabbia              | 11º posto          | 10º posto           |
| 8                | Elodie                    | Andromeda                    | 8º posto           | 7º posto            |
| 9                | Riki                      | Lo sappiamo entrambi         | 22º posto          | 22º posto           |
| 10               | Diodato                   | Fai rumore                   | 1º posto           | 1º posto            |
| 11               | Irene Grandi              | Finalmente io                | 10º posto          | 8º posto            |
| 12               | Achille Lauro             | Me ne frego                  | 9º posto           | 11º posto           |
| 13               | Piero Pelù                | Gigante                      | 5º posto           | 5º posto            |
| 14               | Tosca                     | Ho amato tutto               | 6º posto           | 6º posto            |
| 15               | Michele Zarrillo          | Nell'estasi o nel fango      | 20º posto          | 17º posto           |
| 16               | Junior Cally              | No grazie                    | 17º posto          | 23º posto           |
| 17               | Le Vibrazioni             | Dov'è                        | 4º posto           | 3º posto            |
| 18               | Alberto Urso              | Il sole ad est               | 23º posto          | 18º posto           |
| 19               | Levante                   | Tikibombom                   | 15º posto          | 13º posto           |
| 20               | Bugo e Morgan             | Sincero                      | -                  | -                   |
| 21               | Rita Pavone               | Niente (Resilienza 74)       | 14º posto          | 16º posto           |
| 22               | Enrico Nigiotti           | Baciami adesso               | 21º posto          | 20º posto           |
| 23               | Elettra Lamborghini       | Musica (e il resto scompare) | 18º posto          | 21º posto           |
| 24               | Marco Masini              | Il confronto                 | 16º posto          | 15º posto           |

Co-conduttrici
- Antonella Clerici
- Francesca Sofia Novello

Ospiti
- Fiorello: imitazione del Coniglio (maschera vincitrice della prima edizione de Il cantante mascherato) e di Maria De Filippi,[88] Finalmente tu (con Tiziano Ferro),[89] Quando quando quando[90]
- Tiziano Ferro: medley L'ultima notte al mondo / Ti scatterò una foto / L'amore è una cosa semplice, Finalmente tu (con Fiorello), Portami a ballare[89]
- Dua Lipa: Don't Start Now[43]
- Tony Renis[90]
- Vincenzo Mollica (dalla platea)
- Ghali: Cara Italia, Wily Wily, Boogieman, Good Times[91][92]
- Gianna Nannini: Motivo (con Coez) e medley Ragazzo dell'Europa / Meravigliosa creatura / Sei nell'anima[93]

Altre esibizioni
- Francesca Sofia Novello: Ave Maria al pianoforte

### Quinta serata - Finale
All'inizio della serata finale è stata resa nota la classifica provvisoria dei Campioni delle prime quattro serate. Di seguito, si sono esibiti tutti i 23 Campioni in gara. Le canzoni sono state votate dal pubblico a casa tramite il televoto, dalla Giuria demoscopica e dalla Giuria della Sala Stampa. I tre distinti risultati percentualizzati hanno pesato rispettivamente per il 34%, 33% e 33% nella realizzazione della graduatoria della serata. La media tra le percentuali di voto della graduatoria della serata e quelle delle graduatorie delle serate precedenti ha generato la classifica definitiva dei Campioni.
Gli artisti alle prime tre posizioni della graduatoria combinata sono stati ammessi alla seconda fase della finale, durante la quale si è proceduto a un'ulteriore votazione azzerando il punteggio precedentemente acquisito e impiegando il medesimo sistema. La canzone più votata è stata proclamata vincitrice della sezione Campioni. Infine, sono stati assegnati il Premio della Critica "Mia Martini" e il Premio della Sala Stampa Radio-TV-Web "Lucio Dalla" per la sezione Campioni, il Premio "Sergio Bardotti" per il miglior testo, il Premio "Giancarlo Bigazzi" alla miglior composizione musicale e il Premio TIMmusic.

#### Campioni- Finale
Ammesso alla finale a tre
| Ordine di uscita | Artista                   | Brano                        | Voti quinta serata | Voti quinta serata | Voti quinta serata       | Voti quinta serata       | Voti quinta serata | Voti quinta serata | Voti quinta serata | Voti quinta serata | Classifica finale | Classifica finale |
| Ordine di uscita | Artista                   | Brano                        | Televoto (34%)     | Televoto (34%)     | Giuria demoscopica (33%) | Giuria demoscopica (33%) | Sala Stampa (33%)  | Sala Stampa (33%)  | Media combinata    | Media combinata    | Classifica finale | Classifica finale |
| Ordine di uscita | Artista                   | Brano                        | %                  | Posizione          | %                        | Posizione                | %                  | Posizione          | %                  | Posizione          | Classifica finale | Classifica finale |
| ---------------- | ------------------------- | ---------------------------- | ------------------ | ------------------ | ------------------------ | ------------------------ | ------------------ | ------------------ | ------------------ | ------------------ | ----------------- | ----------------- |
| 1                | Michele Zarrillo          | Nell'estasi o nel fango      | 1,31%              | 22º posto          | 2,75%                    | 15º posto                | 1,46%              | 19º posto          | 1,83%              | 18º posto          | 2,96%             | 18º posto         |
| 2                | Elodie                    | Andromeda                    | 4,17%              | 8º posto           | 7,00%                    | 6º posto                 | 7,14%              | 3º posto           | 6,09%              | 7º posto           | 5,12%             | 7º posto          |
| 3                | Enrico Nigiotti           | Baciami adesso               | 1,40%              | 20º posto          | 2,26%                    | 17º posto                | 1,03%              | 20º posto          | 1,56%              | 20º posto          | 2,63%             | 19º posto         |
| 4                | Irene Grandi              | Finalmente io                | 2,33%              | 13º posto          | 5,11%                    | 8º posto                 | 3,74%              | 11º posto          | 3,71%              | 10º posto          | 4,19%             | 9º posto          |
| 5                | Alberto Urso              | Il sole ad est               | 11,43%             | 2º posto           | 3,43%                    | 13º posto                | 0,99%              | 21º posto          | 5,34%              | 8º posto           | 3,67%             | 14º posto         |
| 6                | Diodato                   | Fai rumore                   | 9,08%              | 5º posto           | 9,38%                    | 2º posto                 | 21,88%             | 1º posto           | 13,40%             | 1º posto           | 10,04%            | 1º posto          |
| 7                | Marco Masini              | Il confronto                 | 2,86%              | 9º posto           | 3,54%                    | 12º posto                | 1,93%              | 17º posto          | 2,78%              | 14º posto          | 3,60%             | 15º posto         |
| 8                | Piero Pelù                | Gigante                      | 6,72%              | 6º posto           | 7,82%                    | 4º posto                 | 5,44%              | 7º posto           | 6,66%              | 4º posto           | 5,96%             | 5º posto          |
| 9                | Levante                   | Tikibombom                   | 2,66%              | 10º posto          | 3,65%                    | 11º posto                | 3,04%              | 12º posto          | 3,11%              | 12º posto          | 3,76%             | 12º posto         |
| 10               | Pinguini Tattici Nucleari | Ringo Starr                  | 11,42%             | 3º posto           | 7,74%                    | 5º posto                 | 6,03%              | 5º posto           | 8,43%              | 3º posto           | 6,53%             | 3º posto          |
| 11               | Achille Lauro             | Me ne frego                  | 9,37%              | 4º posto           | 4,22%                    | 9º posto                 | 5,05%              | 8º posto           | 6,25%              | 6º posto           | 4,57%             | 8º posto          |
| 12               | Junior Cally              | No grazie                    | 1,46%              | 19º posto          | 1,40%                    | 23º posto                | 1,74%              | 18º posto          | 1,53%              | 21º posto          | 2,26%             | 22º posto         |
| 13               | Raphael Gualazzi          | Carioca                      | 1,73%              | 18º posto          | 3,90%                    | 10º posto                | 3,94%              | 10º posto          | 3,18%              | 11º posto          | 3,78%             | 11º posto         |
| 14               | Tosca                     | Ho amato tutto               | 2,41%              | 12º posto          | 5,22%                    | 7º posto                 | 6,36%              | 4º posto           | 4,64%              | 9º posto           | 5,23%             | 6º posto          |
| 15               | Francesco Gabbani         | Viceversa                    | 14,75%             | 1º posto           | 9,78%                    | 1º posto                 | 10,30%             | 2º posto           | 11,64%             | 2º posto           | 8,06%             | 2º posto          |
| 16               | Rita Pavone               | Niente (Resilienza 74)       | 1,36%              | 21º posto          | 2,28%                    | 16º posto                | 2,19%              | 15º posto          | 1,94%              | 17º posto          | 3,19%             | 17º posto         |
| 17               | Le Vibrazioni             | Dov'è                        | 4,63%              | 7º posto           | 8,75%                    | 3º posto                 | 5,64%              | 6º posto           | 6,32%              | 5º posto           | 6,06%             | 4º posto          |
| 18               | Anastasio                 | Rosso di rabbia              | 2,17%              | 15º posto          | 3,03%                    | 14º posto                | 2,32%              | 13º posto          | 2,50%              | 15º posto          | 3,72%             | 13º posto         |
| 19               | Riki                      | Lo sappiamo entrambi         | 1,77%              | 17º posto          | 1,53%                    | 21º posto                | 0,45%              | 23º posto          | 1,26%              | 23º posto          | 2,22%             | 23º posto         |
| 20               | Giordana Angi             | Come mia madre               | 1,80%              | 16º posto          | 1,42%                    | 22º posto                | 0,55%              | 22º posto          | 1,27%              | 22º posto          | 2,59%             | 20º posto         |
| 21               | Paolo Jannacci            | Voglio parlarti adesso       | 0,45%              | 23º posto          | 2,18%                    | 18º posto                | 2,20%              | 14º posto          | 1,60%              | 19º posto          | 3,31%             | 16º posto         |
| 22               | Elettra Lamborghini       | Musica (e il resto scompare) | 2,25%              | 14º posto          | 1,78%                    | 20º posto                | 2,03%              | 16º posto          | 2,02%              | 16º posto          | 2,57%             | 21º posto         |
| 23               | Rancore                   | Eden                         | 2,46%              | 11º posto          | 1,83%                    | 19º posto                | 4,54%              | 9º posto           | 2,94%              | 13º posto          | 3,96%             | 10º posto         |

#### Campioni- Finale a tre
Vincitore
     Secondo classificato
     Terzo classificato
| Ordine di uscita | Artista                   | Brano       | Televoto (34%) | Televoto (34%) | Giuria demoscopica (33%) | Giuria demoscopica (33%) | Sala Stampa (33%) | Sala Stampa (33%) | Totale | Totale            |
| Ordine di uscita | Artista                   | Brano       | %              | Posizione      | %                        | Posizione                | %                 | Posizione         | %      | Classifica finale |
| ---------------- | ------------------------- | ----------- | -------------- | -------------- | ------------------------ | ------------------------ | ----------------- | ----------------- | ------ | ----------------- |
| 1                | Diodato                   | Fai rumore  | 23,93%         | 3º posto       | 36,33%                   | 2º posto                 | 57,97%            | 1º posto          | 39,26% | 1º posto          |
| 2                | Francesco Gabbani         | Viceversa   | 38,85%         | 1º posto       | 38,67%                   | 1º posto                 | 24,16%            | 2º posto          | 33,94% | 2º posto          |
| 3                | Pinguini Tattici Nucleari | Ringo Starr | 37,21%         | 2º posto       | 25,00%                   | 3º posto                 | 17,87%            | 3º posto          | 26,80% | 3º posto          |

Co-conduttrici
- Diletta Leotta
- Sabrina Salerno
- Francesca Sofia Novello

Ospiti
- Banda musicale dell'Arma dei Carabinieri diretta da Massimo Martinelli per celebrare il 200º anniversario della fondazione: Il Canto degli Italiani[98]
- Cristiana Capotondi, vicepresidente della Lega Pro[98]
- Mara Venier per ricordare l'appuntamento di Domenica in - speciale Sanremo
- Fiorello: Un mondo d'amore (con Amadeus), Amore fermati (omaggio a Fred Bongusto)
- Leo Gassmann: Vai bene così
- Tiziano Ferro: monologo sui 40 anni,[99] Alla mia età, medley Non me lo so spiegare / Ed ero contentissimo / Per dirti ciao
- Enrico Ruggeri e Bianca Guaccero (dalla platea) per presentare la seconda edizione del programma televisivo Una storia da cantare
- Biagio Antonacci: Ti saprò aspettare, medley Iris / Quanto tempo e ancora / Liberatemi[100][101]
- Ivan Cottini e Bianca Maria Berardi: coreografia sulle note di Anche fragile e Ogni istante
- Christian De Sica, Diego Abatantuono, Massimo Ghini, Paolo Rossi, Angela Finocchiaro (cast del film La mia banda suona il pop): Cose infinite; il regista Fausto Brizzi (dalla platea)[102]
- Edoardo Pesce: E va'... E va'... (omaggio ad Alberto Sordi per il centenario dalla nascita)
- Vittorio Grigolo: medley E lucevan le stelle / Who Wants to Live Forever / Bohemian Rhapsody / The Show Must Go On
- Gente de Zona: La Gozadera, Bailando[103]

Altre esibizioni
- Sabrina Salerno: Boys (Summertime Love)
- Diletta Leotta: Ciuri, ciuri

## Premi

### SezioneCampioni
- Vincitore 70º Festival di Sanremo sezione Campioni: Diodato con Fai rumore[9]
- Rappresentante italiano all'Eurovision Song Contest 2020: Diodato[104]
- Podio - secondo classificato 70º Festival di Sanremo sezione Campioni: Francesco Gabbani con Viceversa[9]
- Podio - terzo classificato 70º Festival di Sanremo sezione Campioni: Pinguini Tattici Nucleari con Ringo Starr[9]
- Premio della Critica "Mia Martini" sezione Campioni: Diodato con Fai rumore[11]
- Premio della Sala Stampa Radio-TV-Web "Lucio Dalla" sezione Campioni: Diodato con Fai rumore[11]
- Premio "Sergio Bardotti" per il miglior testo: Rancore con Eden[11]
- Premio "Giancarlo Bigazzi" alla miglior composizione musicale: Tosca con Ho amato tutto[11]
- Premio "Nilla Pizzi" alla miglior canzone e interpretazione: Tosca con Ho amato tutto[105]
- Premio Lunezia per il valore musical-letterario del brano sezione Campioni: Diodato con Fai rumore[106]
- Premio Miglior cover: Tosca (e Sílvia Pérez Cruz) con Piazza Grande
- Premio TIMmusic: Francesco Gabbani con Viceversa[95]

### SezioneNuove proposte
- Vincitore 70º Festival di Sanremo sezione Nuove Proposte: Leo Gassmann con Vai bene così[10]
- Podio - secondo classificato 70º Festival di Sanremo sezione Nuove Proposte: Tecla con 8 marzo[10]
- Premio della Critica "Mia Martini" sezione Nuove Proposte: Eugenio in Via Di Gioia con Tsunami[12]
- Premio della Sala Stampa Radio-TV-Web "Lucio Dalla" sezione Nuove Proposte: Tecla con 8 marzo[83]
- Premio "Enzo Jannacci" alla migliore interpretazione - NUOVOIMAIE: Tecla con 8 marzo[107]
- Premio Lunezia per il valore musical-letterario del brano sezione Nuove Proposte: Matteo Faustini con Nel bene e nel male[106]
- Premio SoundiesAwards al miglior videoclip: Marco Sentieri con Billy Blu e Tecla con 8 marzo[108]

### Altri premi
- Premio Città di Sanremo alla carriera: Ricchi e Poveri

## Orchestra
La Sanremo Festival Orchestra è composta da 4 sezioni principali: archi, fiati, ritmica e coro. I musicisti facenti parte dell'orchestra 2020 sono:
Sezione archi
- Orchestra Sinfonica di Sanremo

Sezione ritmica
- Chitarre: Ruggero Brunetti, Adriano Martino Pratesi, Elvezio Fortunato
- Basso: Roberto Gallinelli
- Batteria: Cristiano Micalizzi
- Pianoforte: Jacopo Carlini
- Tastiere: Luciano Zanoni, Claudio Storniolo, Valerio Calisse
- Percussioni latine: Carlo Di Francesco
- Percussioni sinfoniche: Tommaso Sansonetti

Sezione fiati
- Trombe: Fernando Brusco, Sergio Vitale
- Tromboni: Luca Giustozzi, Enzo De Rosa
- Sassofoni: Luca Sbardella, Francesco Santucci

Coristi
- Luca Velletri, Valentina Ducros, Claudia D'Ulisse, Roberta Granà, Gianluigi Fazio, Marco D'Angelo

L'orchestra è stata diretta dal maestro Leonardo de Amicis. Durante le esibizioni dei cantanti era diretta da:
- Beatrice Antolini per Achille Lauro[109]
- Fabio Barnaba per Giordana Angi (solo terza serata)[110]
- Maurizio Bassi per Paolo Jannacci
- Simone Bertolotti per Bugo e Morgan[111]
- Daniel Bestonzo per Levante e Fadi
- Diego Calvetti per Tecla[112]
- Enzo Campagnoli per Elettra Lamborghini[113]
- Carlo Carcano per Gabriella Martinelli e Lula
- Filadelfo Castro per Rita Pavone[114]
- Silvia Catasta per Elodie[115]
- Valeriano Chiaravalle per Tosca e l'ospite Tiziano Ferro
- Luca Chiaravalli per Piero Pelù[116]
- Alberto Cipolla per gli Eugenio in Via Di Gioia[117]
- Matteo Costanzo per Leo Gassmann
- Rodrigo D'Erasmo per Diodato
- Fabio Gurian per Francesco Gabbani[118]
- Stefano Nanni per Raphael Gualazzi e l'ospite Biagio Antonacci[119]
- Mario Natale per Matteo Faustini
- Enrico Melozzi per i Pinguini Tattici Nucleari, Anastasio, Junior Cally e Fasma[120]
- Morgan per sé stesso e Bugo (solo terza serata)
- Carmelo Patti per Rancore
- Adriano Pennino per Michele Zarrillo e l'ospite Gigi D'Alessio
- Pino Perris per Riki
- Danilo Riccardi per Marco Sentieri
- Giovanni Sciabbarrasi per Giordana Angi[121]
- Roberto Rossi per Marco Masini
- Celso Valli per Enrico Nigiotti, Irene Grandi e Alberto Urso
- Peppe Vessicchio per Le Vibrazioni

## Regia
La regia dell'evento è stata curata da Stefano Vicario, alla sua quinta esperienza sanremese dopo le edizioni del 2004, 2005, 2009 e 2012. Il regista si è avvalso di 11 telecamere HD organizzate secondo il seguente camera plan: due gas pedestal centrali, due dolly su binario, un technocrane, una Steadycam, una radiocamera a spalla, tre tlc su rail cam e un tlc su binario.
Il progetto fotografico è stato firmato dal direttore della fotografia Mario Catapano.

## Scenografia
La scenografia è curata per la diciottesima volta da Gaetano Castelli, che torna dopo una pausa che durava dal 2012. Essa è stata concepita come un omaggio al passato, ammiccando un po' a Broadway, ma con uno sguardo al futuro. Castelli ha scelto di eliminare completamente le automazioni, sostituendole con elementi scenografici volumetrici dalle linee curve e forme arrotondate, progettati in modo da dilatare lo spazio scenico e acquisire la maggiore profondità possibile. Inoltre, per la prima volta, i principali, i fondali e le quinte sono completamente integrati con l'apparato luci; così facendo, la scena acquista dinamismo e può essere personalizzata per ogni artista. La scalinata, elemento cult dell'evento, è presente al centro della scena, seppur più piccola rispetto agli anni passati, mentre l'orchestra torna a esser situata nel golfo mistico ai piedi del palco.

## Giurie

### Giuria demoscopica
La Giuria demoscopica è un campione statisticamente rappresentativo di circa 300 persone selezionate tra abituali fruitori di musica. I membri della giuria provengono da tutta Italia, hanno diverse età e sono divisi, in maniera egualitaria, tra uomini e donne. Essi esprimono il proprio voto da casa attraverso un sistema di votazione elettronico.
La Giuria demoscopica ha votato nella prime due serate con un peso del 100%, mentre nella quarta serata per le Nuove proposte e nella finale per i Campioni ha avuto un peso del 33% sulla classifica combinata assieme al televoto (34%) e alla Giuria della Sala Stampa (33%). Ogni giurato ha espresso le proprie preferenze secondo le seguenti regole:
- Campioni
  - 1ª e 2ª serata: 12 preferenze, tutte da attribuire, con l'obbligo di votare almeno 5 e massimo 8 artisti;
  - Finale, 1ª parte: 24 preferenze, tutte da attribuire, con l'obbligo di votare almeno 10 e massimo 16 artisti;
  - Finale, 2ª parte: una preferenza singola, ossia da attribuire a un solo artista.
- Nuove proposte
  - 1a, 2ª e 4ª serata: attribuzione di un voto compreso tra 5 e 10.

### Orchestra del Festival
I musicisti della Sanremo Festival Orchestra e i componenti del coro hanno giudicato le cover dei Campioni della terza serata attribuendo in forma anonima un voto compreso tra 5 e 10 a ciascun artista in gara. A maggioranza dei votanti la Sanremo Festival Orchestra ha attribuito il Premio "Giancarlo Bigazzi" alla miglior composizione musicale.

### Giuria della Sala Stampa
La Giuria della Sala Stampa è composta dai giornalisti accreditati presso la Sala Stampa Roof Ariston e la Sala Stampa Radio-TV-Web "Lucio Dalla" aventi diritto di voto.
La Sala Stampa ha votato nella quarta serata per la sezione Campioni con un peso del 100%, mentre nella quarta serata per le Nuove proposte e nella finale per i Campioni ha avuto un peso del 33% sulla classifica combinata assieme al televoto (34%) e alla Giuria demoscopica (33%). Ogni giornalista ha espresso le proprie preferenze secondo le seguenti regole:
- Campioni
  - 4a serata e finale, 1ª parte: 24 preferenze, tutte da attribuire, con l'obbligo di votare almeno 10 e massimo 16 artisti;
  - Finale, 2ª parte: una preferenza singola, ossia da attribuire a un solo artista.
- Nuove proposte
  - 4a serata: attribuzione di un voto compreso tra 5 e 10.

#### Sala Stampa Ariston Roof
La Sala Stampa Ariston Roof è situata all'interno del Teatro Ariston e riunisce i rappresentanti delle testate accreditate fra agenzie giornalistiche, quotidiani, periodici, web, giornali radio, tg e rubriche televisive, nonché testate giornalistiche e emittenti radiotelevisive straniere. A maggioranza dei votanti ha attribuito il Premio della Critica "Mia Martini" per entrambe le sezioni.

#### Sala stampa Radio-TV-Web "Lucio Dalla"
La Sala Stampa Radio-TV-Web "Lucio Dalla" è situata presso il Palafiori di Sanremo e riunisce i rappresentanti delle principali emittenti radiofoniche e televisive private, come giornalisti, conduttori e tecnici. A maggioranza dei votanti ha attribuito il Premio Sala stampa "Lucio Dalla" per entrambe le sezioni.

### Televoto
È il mezzo attraverso cui il pubblico da casa ha potuto esprimere le sue preferenze.
Il televoto è intervenuto nella quarta serata per le Nuove proposte e nella finale per i Campioni; in entrambi i casi ha avuto un peso del 34% sulla classifica combinata assieme alla Giuria demoscopica (33%) e alla giuria della Sala Stampa (33%).

### Commissione musicale
La commissione musicale ha avuto il compito di selezionare i brani finalisti delle Nuove proposte ed ha contribuito alla scelta finale di questi ultimi nel corso della diretta di Sanremo Giovani 2019. Inoltre, ha attribuito il Premio "Sergio Bardotti" per il miglior testo.

### Ex aequo
Il regolamento afferma che se nel corso della terza serata, della quarta serata o della serata finale, in una delle sessioni di voto con sistema misto si fossero verificati casi di ex aequo dopo quattro cifre decimali nei risultati complessivi, si avrebbe sempre fatto riferimento all'ultima graduatoria del televoto; in caso di ulteriore persistenza di ex aequo, si avrebbe fatto riferimento all'ultima graduatoria della Giuria della Sala Stampa Radio-TV-Web; in caso di ulteriore persistenza di ex aequo, si avrebbe fatto riferimento all'ultima graduatoria dalla Giuria demoscopica. Se nel corso della prima e seconda serata, durante la gara della sezione Nuove proposte, in una sfida diretta la votazione della Giuria demoscopica avesse dato esito a un ex aequo, per la determinazione del vincitore si avrebbe fatto riferimento al voto collegiale della Commissione Musicale, presente sul posto.

## PrimaFestival
Come nelle precedenti edizioni, anche per il 2020 è andato in onda PrimaFestival, trasmissione incentrata su indiscrezioni sulle canzoni in gara, sugli artisti e sugli ospiti del Festival. Il programma è stato trasmesso dal 27 gennaio all'8 febbraio 2020 con la conduzione di Ema Stokholma e Gigi e Ross, in diretta dal tappeto rosso del Teatro Ariston, nel quale è stato allestito uno studio trasparente situato di fronte all'entrata principale. Gli autori del programma sono Walter Santillo e Carmelo La Rocca, mentre la regia è di Carlo Flamini.

## L'AltroFestival
Il DopoFestival, celebre trasmissione di commenti e approfondimento alla serata del Festival appena conclusa, a differenza degli anni precedenti è stato trasmesso solo su RaiPlay con il titolo L'AltroFestival. La trasmissione, andata in onda dal Palafiori di Sanremo, è stata condotta da Nicola Savino con i Gemelli di Guidonia, Myss Keta, Valerio Lundini, Daniele Condotta, i VazzaNikki, i giornalisti Fiamma Sanò e Tommaso Labate ed Eddy Anselmi, esperto del Festival di Sanremo e dell'Eurovision Song Contest.

## Accessibilità e Sanremo Live LIS
Quest'edizione del Festival è stata la prima a essere pienamente accessibile anche a persone cieche o ipovedenti e sorde, come stabilito dal contratto di servizio Rai sull'accessibilità dell'offerta. Per tutte le cinque serate, infatti, in ottemperanza a tale accordo, sono stati resi disponibili i seguenti servizi:
- sul canale audio apposito o sull'opzione relativa presente su RaiPlay, dopo un lavoro preparatorio di diverse settimane che ha permesso di studiare a fondo tutti i dettagli della location, della scenografia, dei costumi, dei personaggi e della scaletta del programma, gli audiodescrittori e speaker hanno raccontato in tempo reale tutti gli avvenimenti di ogni serata, in modo da coinvolgere pienamente anche le persone cieche e ipovedenti.[136]
- attraverso la pagina 777 di Televideo, dopo un lavoro preparatorio sui testi delle canzoni in gara e delle canzoni degli ospiti, oltre che su scaletta e copioni, è stato reso disponibile un servizio di sottotitolazione in tempo reale dell'intero spettacolo nel corso delle serate, curato dallo Studio Sottotitoli di Saxa Rubra in Roma insieme a stenotipiste esperte, per poter riportare fedelmente anche eventuali imprevisti fuori scaletta. Hanno collaborato anche dei consulenti musicali, per garantire una corretta sincronia tra sottotitoli e musicalità di ciascun brano.[137]

### Sanremo Live LIS
Per la prima volta nella sua storia, la kermesse è stata interamente tradotta in lingua dei segni italiana (LIS) con una vera e propria versione parallela del Festival, Sanremo Live LIS, andata in onda su un canale dedicato di RaiPlay in contemporanea con la diretta di Rai 1, con la direzione e consulenza artistica di Laura Santarelli. Nello Studio 4 di Via Teulada, in un set virtuale con le immagini provenienti dal Teatro Ariston, quindici performer hanno interpretato in LIS tutte le esibizioni dei cantanti in gara e degli ospiti, mentre le parti non cantate, la conduzione e i segmenti non artistici del programma sono stati tradotti dagli interpreti che normalmente collaborano con la Rai per la traduzione in LIS di notiziari e approfondimenti delle testate TG1, TG2, TG3, Rai News 24 e Rai Parlamento.
Il progetto, a cura di Rai Pubblica Utilità, ha richiesto un lavoro di preparazione lungo e accurato riguardo allo studio dei brani, per permettere una performance quanto più possibile vicina allo spirito e al ritmo delle canzoni, le prove svolte per settimane, la costruzione di scenografie, sigla, costumi, regia.
Performer
I performer, appositamente selezionati da Rai Casting, sono quindici, di cui due sordi e diversi figli e fratelli di sordi (child of deaf adult).
- Laura Santarelli
- Gloria Antognozzi
- Daria Appetiti
- Anastasia Cipollone
- Giulia Clementi
- Valentina Di Leva
- Davide Falco
- Francesca Fantauzzi
- Dominique Fidanza
- Sabrina Gabrieli
- Nicola Noro
- Giulia Pasquini
- Daniele Pino
- Martina Romano
- Zena Vanacore

Interpreti
- Massimiliano Mondello, si è occupato della traduzione delle battute di Amadeus per tutte le cinque serate
- Antonietta Bertone
- Marianna Castrataro
- Maria Cristina Cuccurullo
- Silvia Del Vecchio
- Assunta Galluzzi
- Maria Rosaria Marano
- Maria Milo

## Controversie
- Dopo la conferenza stampa di presentazione del 14 gennaio 2020, Amadeus è stato accusato di sessismo in quanto, annunciando la presenza tra le donne della kermesse di Francesca Sofia Novello, modella e fidanzata di Valentino Rossi, dice di «averla scelta per la bellezza ma anche per la capacità di stare accanto a un grande uomo, stando un passo indietro». La frase ha suscitato numerose reazioni sui social, pertanto il conduttore è stato costretto a scusarsi, affermando che quel "passo indietro" si riferiva alla scelta di Francesca di stare fuori dai riflettori che inevitabilmente sono puntati su un campione come Valentino.[140]
- Ha suscitato molte polemiche la partecipazione del rapper Junior Cally, in quanto alcuni testi di sue precedenti canzoni conterrebbero riferimenti al sessismo e al femminicidio.[141] Nonostante il cantautore si sia scusato pubblicamente sui suoi canali social, da più parti è stata chiesta l'esclusione del cantante dalla gara, anche con una petizione online che ha raccolto oltre 20.000 firme[142]. Dal comitato CISL Donne del Friuli-Venezia Giulia è inoltre partita una mobilitazione per boicottare il Festival con l'hashtag #iononguardosanremo; nonostante queste polemiche, nessun provvedimento è stato preso sulla questione.
- Nella quarta serata, durante l'esibizione del brano Sincero, il cantante Morgan intona la prima strofa sostituendo il testo originale con dei versi nei quali ha attaccato pesantemente il suo collega Bugo, con cui partecipava al Festival. Bugo, quindi, visibilmente infastidito, ha abbandonato il palco, rendendo impossibile il normale svolgimento dell'esibizione.[143] A seguito di ciò, i due cantanti sono stati squalificati dalla manifestazione per defezione.[144] Alla base del dissidio ci sono stati dei disaccordi nati tra i due artisti sull'esibizione della serata precedente dedicata alle cover, nella quale avevano eseguito il brano Canzone per te di Sergio Endrigo.[144][145]
- Nel corso della finale di sabato, Sky TG24 ha di poco anticipato la proclamazione della vittoria di Diodato, pubblicando la notizia sulla stringa in onda in sovrimpressione durante il tg circa 15 minuti prima che Amadeus ne desse l'annuncio ufficiale in diretta. Nonostante sia stata prontamente cancellata, la notizia è stata velocemente rilanciata sui social. In merito all'accaduto, durante la conferenza stampa dei vincitori, la direzione del telegiornale, per mezzo dell'inviato Alessio Viola, ha chiarito affermando che nessuna notizia era arrivata in anticipo ai giornalisti di Sky TG24, ma che «al momento dell'annuncio della terna dei finalisti, il ticker è stato programmato con i nomi di tutti e tre i concorrenti e per errore è stata pubblicata la stringa con il nome di Diodato».[146]

## Esclusi
L'organizzazione tradizionalmente non comunica i nomi degli artisti della sezione Campioni che hanno inoltrato domanda ma non sono stati selezionati per le serate finali. Tuttavia, tra le esclusioni confermate dagli artisti, vi sono quelle di Mietta con (il brano La domenica no), Arisa, Marcella Bella (con il brano Un amore speciale scritto assieme al fratello Gianni Bella), Mr. Rain (con il brano Fiori di Chernobyl), Dente (con il brano L'ago della bussola), Michele Bravi, Gerardina Trovato, Lisa, Paolo Vallesi, Manuela Villa, Roberta Faccani e Barbara De Santis (con un brano di Franco Ciani) e Max Arduini (con il brano Cieco cercai la luna). Fra i possibili esclusi, a seguito dell'annuncio dei partecipanti, sono circolati anche i nomi di Le Deva, Bianca Atzei, Irama, Shade, The Kolors, Fred De Palma, Lorenzo Fragola, Valerio Scanu, Chiara Galiazzo, Colapesce Dimartino, Rocco Hunt, Lorenzo Licitra, Giovanni Caccamo, Dear Jack con Amii Stewart, Grazia Di Michele con Rossana Casale e Mariella Nava, Silvia Mezzanotte con Dionne Warwick, Ivana Spagna, Massimo Di Cataldo, Silvia Salemi con Mario Venuti, Irene Fornaciari, Alexia, Alberto Fortis e Povia.
Fra i 65 artisti ammessi alle audizioni delle Nuove proposte di Sanremo Giovani 2019 figurano Le Larve e Federica Abbate; quest'ultima è anche rientrata nella rosa dei 20 semifinalisti, senza poi però riuscire ad accedere alla fase successiva. Avincola e Shari invece sono rientrati fra i 10 artisti che hanno preso parte a Sanremo Giovani 2019, ma sono stati eliminati nel corso del programma.

## Ascolti
Risultati di ascolto delle varie serate, secondo rilevazioni Auditel.
| Serata             | Messa in onda      | I parte        | I parte | II parte       | II parte | Media ponderata | Media ponderata |
| Serata             | Messa in onda      | Telespettatori | Share   | Telespettatori | Share    | Telespettatori  | Share           |
| ------------------ | ------------------ | -------------- | ------- | -------------- | -------- | --------------- | --------------- |
| I                  | 4 febbraio 2020    | 12.480.000     | 51,24%  | 5.698.000      | 56,22%   | 10.058.000      | 52,2%           |
| II                 | 5 febbraio 2020    | 12.841.000     | 52,50%  | 5.451.000      | 56,14%   | 9.693.000       | 53,3%           |
| III                | 6 febbraio 2020    | 13.533.000     | 53,62%  | 5.636.000      | 57,17%   | 9.836.000       | 54,5%           |
| IV                 | 7 febbraio 2020    | 12.674.000     | 52,30%  | 5.795.000      | 56,00%   | 9.504.000       | 53,3%           |
| Finale             | 8 febbraio 2020    | 13.638.000     | 56,80%  | 8.969.000      | 68,80%   | 11.477.000      | 60,6%           |
| Media delle serate | Media delle serate | 13.033.000     | 53,29%  | 6.310.000      | 58,87%   | 10.114.000      | 54,78%          |

Il picco di ascolto della puntata finale è stato di 15.367.000 telespettatori, registrato alle 21:45 al termine dell'esibizione su Un mondo d'amore di Amadeus e Fiorello; il picco di share è stato dell'82,24% alle 2:29 nel momento immediatamente precedente alla proclamazione del vincitore.

## Trasmissione dell'evento
| Area                     | Rete        | Commentatori    |
| ------------------------ | ----------- | --------------- |
| Italia                   | Rai 1       |                 |
| Italia                   | Rai Radio 2 |                 |
| Italia                   | RaiPlay     |                 |
| Italia (resto del mondo) | Rai Italia  |                 |
| Unione europea           | Eurovisione |                 |
| Albania                  | RTSH 1      | Andri Xhahu     |
| Albania                  | RTSH Muzikë | Andri Xhahu     |
| Montenegro               | RTCG-2      |                 |
| Romania                  | TVR1        | Bogdan Stănescu |

## Classifiche

### Piazzamenti in classifica dei singoli
| Artista                   | Singolo                      | Italia | Italia (Certificazioni vendite FIMI) | Svizzera | Vendite  |
| ------------------------- | ---------------------------- | ------ | ------------------------------------ | -------- | -------- |
| Diodato                   | Fai rumore                   | 1      | Platino (3)                          | 36       | 210.000+ |
| Francesco Gabbani         | Viceversa                    | 2      | Platino (3)                          | 55       | 300.000+ |
| Pinguini Tattici Nucleari | Ringo Starr                  | 3      | Platino (4)                          | —        | 400.000+ |
| Achille Lauro             | Me ne frego                  | 4      | Platino (2)                          | —        | 140.000+ |
| Elettra Lamborghini       | Musica (e il resto scompare) | 5      | Platino (2)                          | —        | 140.000+ |
| Fasma                     | Per sentirmi vivo            | 6      | Platino (2)                          | —        | 140.000+ |
| Elodie                    | Andromeda                    | 6      | Platino                              | —        | 70.000+  |
| Levante                   | Tikibombom                   | 8      | Platino                              | —        | 70.000+  |
| Le Vibrazioni             | Dov'è                        | 9      | Oro                                  | —        | 35.000+  |
| Rancore                   | Eden                         | 12     | —                                    | —        | —        |
| Anastasio                 | Rosso di rabbia              | 15     | —                                    | —        | —        |
| Piero Pelù                | Gigante                      | 16     | Oro                                  | —        | 35.000+  |
| Bugo e Morgan             | Sincero                      | 16     | —                                    | —        | —        |
| Leo Gassmann              | Vai bene così                | 18     | —                                    | —        | —        |
| Junior Cally              | No grazie                    | 23     | —                                    | —        | —        |
| Marco Masini              | Il confronto                 | 26     | —                                    | —        | —        |
| Enrico Nigiotti           | Baciami adesso               | 28     | Oro                                  | —        | 50.000+  |
| Raphael Gualazzi          | Carioca                      | 33     | —                                    | —        | —        |
| Irene Grandi              | Finalmente io                | 36     | —                                    | —        | —        |
| Riki                      | Lo sappiamo entrambi         | 47     | —                                    | —        | —        |
| Eugenio in Via Di Gioia   | Tsunami                      | 50     | —                                    | —        | —        |
| Tosca                     | Ho amato tutto               | 54     | —                                    | —        | —        |
| Giordana Angi             | Come mia madre               | 55     | —                                    | —        | —        |
| Alberto Urso              | Il sole ad est               | 71     | —                                    | —        | —        |
| Tecla                     | 8 marzo                      | 89     | —                                    | —        | —        |
| Rita Pavone               | Niente (Resilienza 74)       | 98     | —                                    | —        | —        |

### Piazzamenti in classifica degli album
| Artista                   | Album                                                  | Italia | Italia (Certificazioni vendite FIMI) | Vendite  |
| ------------------------- | ------------------------------------------------------ | ------ | ------------------------------------ | -------- |
| AA.VV.                    | Sanremo 2020                                           | 1      | —                                    | —        |
| Pinguini Tattici Nucleari | Fuori dall'hype - Ringo Starr                          | 2      | Platino (5)                          | 250.000+ |
| Francesco Gabbani         | Viceversa                                              | 2      | Oro                                  | 25.000+  |
| Elettra Lamborghini       | Twerking Queen (El resto es nada)                      | 3      | Platino                              | 50.000+  |
| Diodato                   | Che vita meravigliosa                                  | 4      | Platino                              | 50.000+  |
| Marco Masini              | Masini +1 30th Anniversary                             | 4      | —                                    | —        |
| Piero Pelù                | Pugili fragili                                         | 4      | —                                    | —        |
| Levante                   | Magmamemoria MMXX (Deluxe Edition)                     | 5      | Oro                                  | 25.000+  |
| Elodie                    | This Is Elodie                                         | 6      | Platino (2)                          | 100.000+ |
| Fasma                     | Io sono Fasma                                          | 6      | Oro                                  | 25.000+  |
| Anastasio                 | Atto zero                                              | 10     | —                                    | —        |
| Giordana Angi             | Voglio essere tua (Sanremo Edition)                    | 18     | —                                    | —        |
| Alberto Urso              | Il sole ad est (Sanremo Edition)                       | 21     | —                                    | —        |
| Enrico Nigiotti           | Nigio                                                  | 23     | —                                    | —        |
| Bugo                      | Cristian Bugatti                                       | 28     | —                                    | —        |
| Eugenio in Via Di Gioia   | Tsunami (Forse vi ricorderete di noi per canzoni come) | 33     | —                                    | —        |
| Raphael Gualazzi          | Ho un piano                                            | 34     | —                                    | —        |
| Leo Gassmann              | Strike                                                 | 36     | —                                    | —        |
| Junior Cally              | Ricercato? No grazie                                   | 42     | —                                    | —        |
| Matteo Faustini           | Figli delle favole                                     | 67     | —                                    | —        |
| Irene Grandi              | Grandissimo (New Edition)                              | 84     | —                                    | —        |

## Eurovision Song Contest
Come di consueto, il regolamento del Festival di Sanremo ha offerto al vincitore la possibilità di rappresentare l'Italia all'Eurovision Song Contest. Il 9 febbraio 2020, nel corso della consueta conferenza stampa dei vincitori, Diodato ha confermato la sua volontà di rappresentare l'Italia all'Eurovision Song Contest 2020. Il 13 febbraio i canali ufficiali della manifestazione diffondono la notizia che il brano scelto dal cantautore sarebbe stato proprio Fai rumore.
L'evento si sarebbe dovuto tenere presso il Rotterdam Ahoy di Rotterdam, nei Paesi Bassi, il 12, 14 e 16 maggio 2020. Tuttavia, 18 marzo l'UER ha annunciato la cancellazione dell'evento a causa della pandemia di COVID-19. In seguito l'evento è stato sostituito da una serata speciale intitolata Eurovision: Europe Shine a Light che è stata trasmessa il 16 maggio e alla quale ha preso parte anche Diodato.

## Curiosità
- Il vincitore della sezione principale del Festival, Diodato, ha vinto anche il Premio della Critica "Mia Martini". Questa circostanza è avvenuta solo altre quattro volte: nel 1995 con Come saprei di Giorgia, nel 2001 con Luce (tramonti a nord est) di Elisa, nel 2007 con Ti regalerò una rosa di Simone Cristicchi e nel 2011 con Chiamami ancora amore di Roberto Vecchioni. Inoltre, tutti gli artisti sopracitati (ad eccezione di Giorgia), hanno vinto anche il Premio Sala Stampa Radio-TV-Web "Lucio Dalla" nelle rispettive edizioni citate.
- Per la seconda volta nella storia del Festival di Sanremo da quando sono rese pubbliche le votazioni, l'artista vincitore non è il preferito del televoto durante la finalissima a tre che procede la proclamazione,[34] anche se Francesco Gabbani ha assicurato che non c'è stato nessun scandalo.
- Con la sua presenza al 70º Festival di Sanremo, Rita Pavone stabilisce il primato per la maggior distanza di tempo tra due partecipazioni in gara al Festival, ossia 48 anni (1972-2020).[176]
- Antonella Clerici è stata la seconda conduttrice presente nello stesso anno al Festival, dopo aver condotto lo Zecchino d'Oro, dopo Cristina Chiabotto nell'edizione 2005.

## Galleria d'immagini

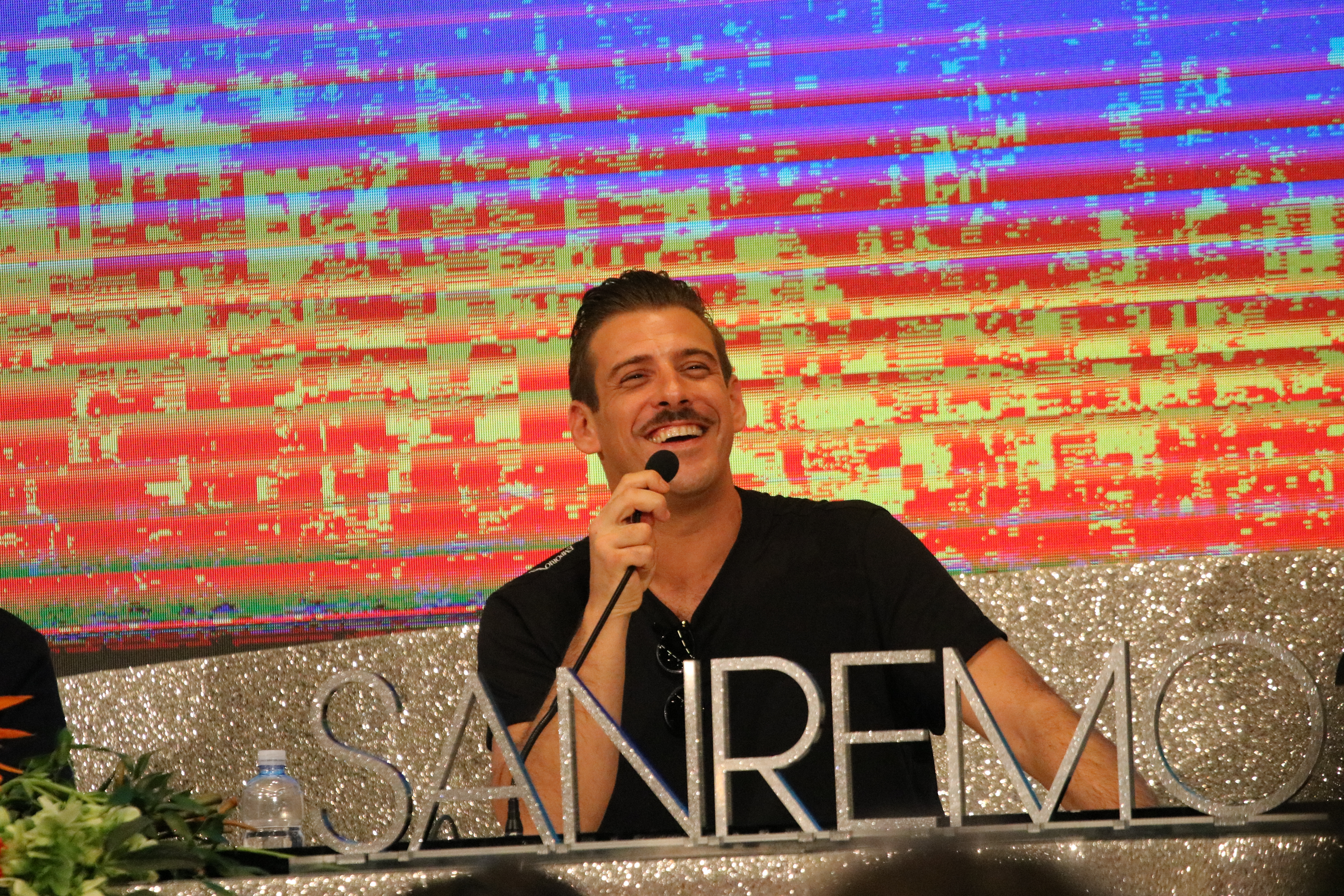
Francesco Gabbani alla conferenza stampa del Festival di Sanremo.
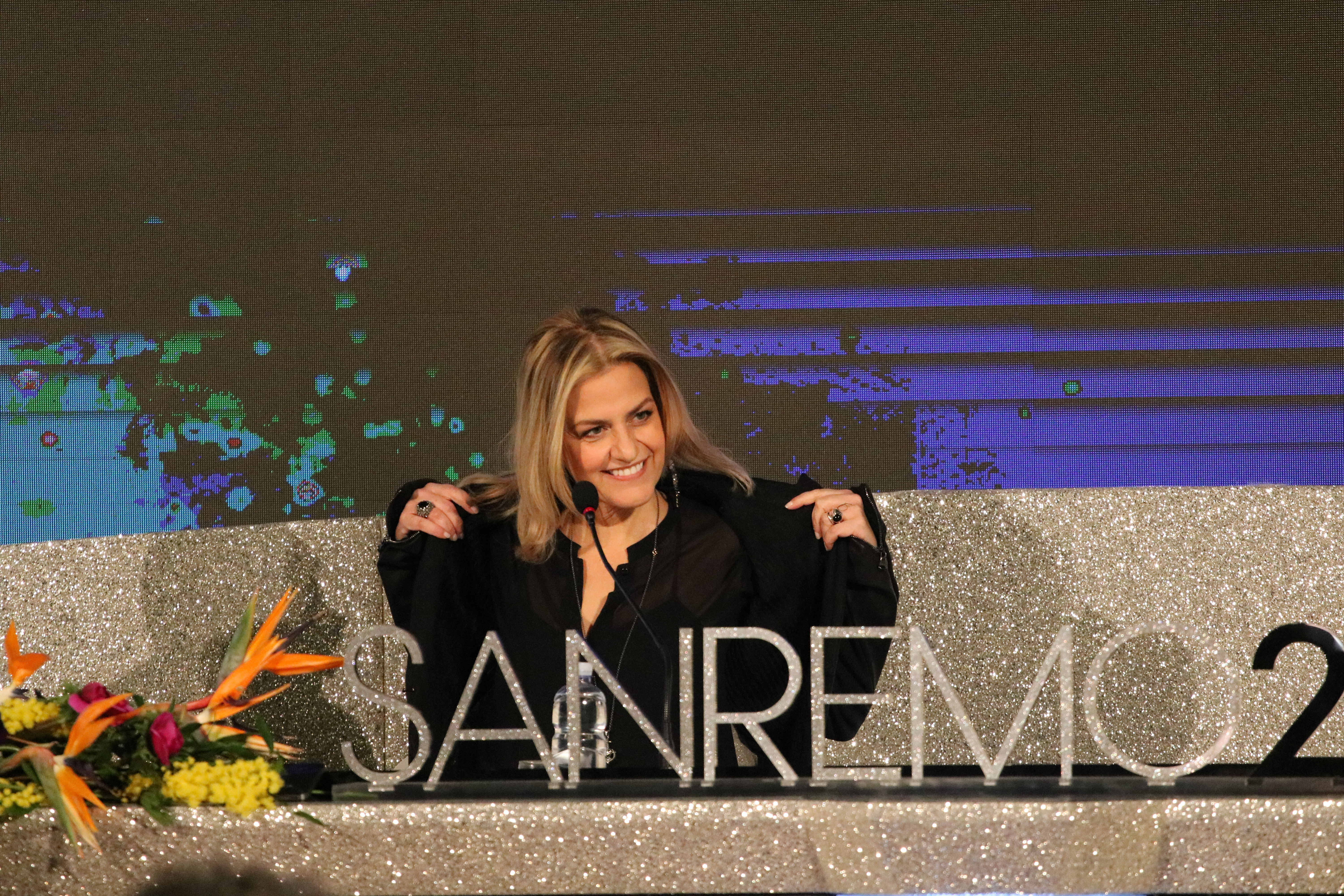
Irene Grandi alla conferenza stampa del Festival di Sanremo.
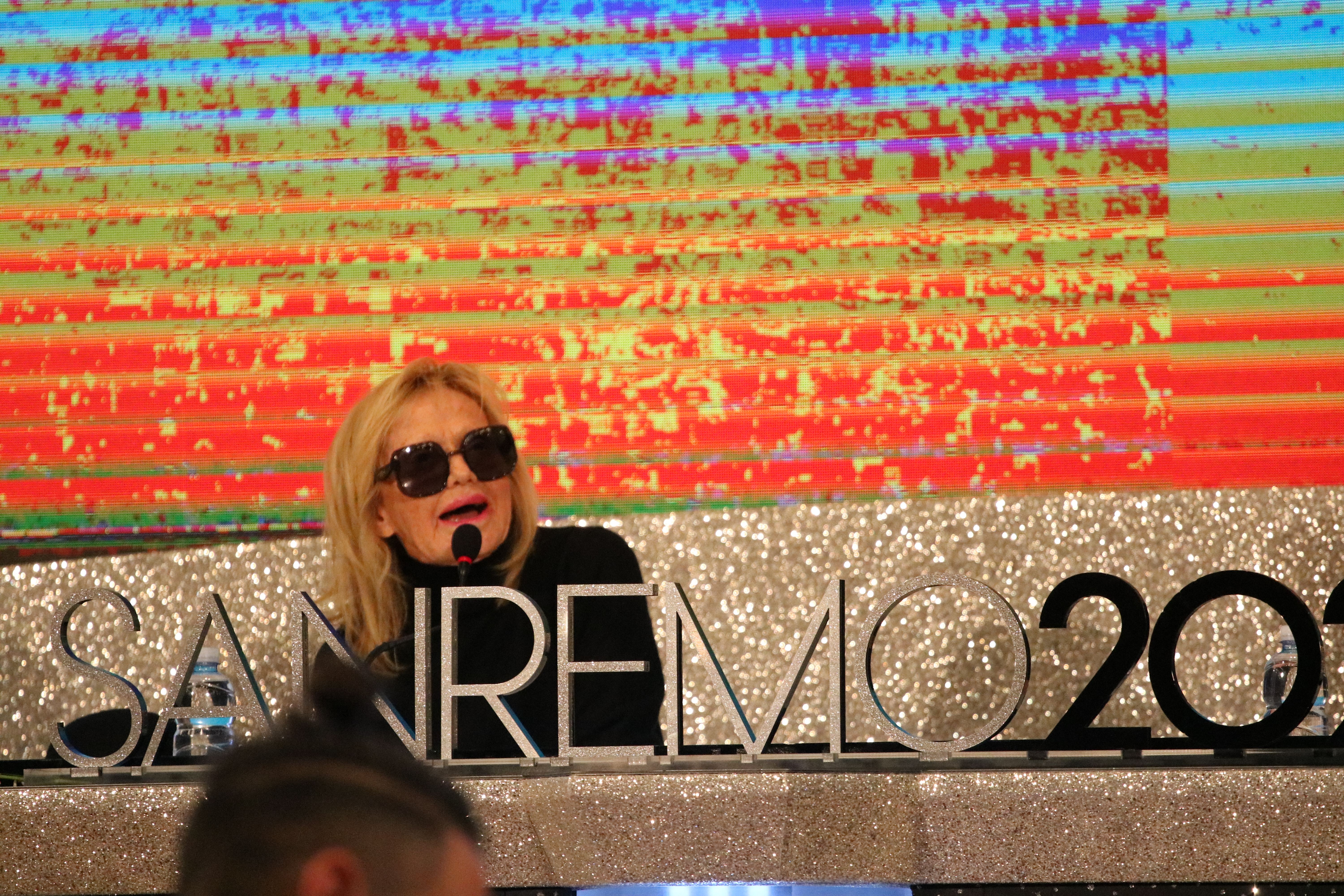
Rita Pavone alla conferenza stampa del Festival di Sanremo.